# Sigfrid Lundberg
Sigfrid Lundberg, född 15 februari 1895 i Funbo socken, död 20 maj 1979 i Uppsala, var en svensk cyklist.
Lundberg vann 1916 svenskt mästerskap på 100 km och Mälaren runt samt blev olympisk silvermedaljör i lag vid Olympiska sommarspelen 1920 i Antwerpen. Han vann i lag svenska mästerskapet på 10 km 1915, 1916, 1918, 1919 och 1920 samt på 100 km 1916 och 1920. Han vann även Mälaren runt i lag 1918 och blev tvåa i Hermesloppet 1922 och 23. Han representerade CK Uni 1913–1917, IF Thor 1917–1928 och därefter SK Fyrishof. Han var yrkesverksam som svarvare.